# Stonewall (película de 2015)
Stonewall es una película dramática de coming-of-age estadounidense dirigida por Roland Emmerich, escrita por Jon Robin Baitz y protagonizada por Jeremy Irvine, Jonny Beauchamp, Joey King, Caleb Landry Jones, Matt Craven, Jonathan Rhys Meyers y Ron Perlman. La película está ambientada en y alrededor de los disturbios de Stonewall de 1969, un violento enfrentamiento con la policía que desencadenó el movimiento de liberación gay en la ciudad de Nueva York. Estrenada el 25 de septiembre de 2015 por Roadside Attractions, recibió reseñas en gran parte negativas.

## Reparto
- Jeremy Irvine como Danny Winters
- Jonny Beauchamp como Ray/Ramona
- Joey King como Phoebe Winters
- Caleb Landry Jones como Orphan Annie
- Matt Craven como Seymour Pine
- David Cubitt como Coach Winters
- Vladimir Alexis como Queen Cong
- Ben Sullivan como Quiet Paul
- Alexandre Nachi como Little Lee
- Andrea Frankle como Joyce Winters
- Patrick Garrow como Bob Kohler
- Jonathan Rhys Meyers como Trevor
- Ron Perlman como Ed Murphy
- Atticus Mitchell como Matthew
- Karl Glusman como Joe
- Otoja Abit como Marsha P. Johnson
- Mark Camacho como Fat Tony
- Joanne Vannicola como Sam
- Yan England como Terry
- Arthur Holden como Frank Kameny
- Veronika Vernadskaya como Marianne Winters
- Richard Jutras como Queen Tooey

## Producción
En abril de 2013, Emmerich habló sobre la película y dijo: "Quizás quiera hacer una película pequeña, alrededor de $12-14 millones, sobre los disturbios de Stonewall en Nueva York. Se trata de estos niños locos en Nueva York, y un campesino que se mete en su pandilla, y al final comienzan este motín y cambian el mundo". El 31 de marzo de 2014, los productores anunciaron que filmaría en Montreal. Emmerich dijo que se interesó en el proyecto mientras hacía Anonymous, donde dos amigos le preguntaron si alguna vez haría una película sobre los disturbios de Stonewall. A través de su participación en el Gay and Lesbian Center en Los Ángeles, Emmerich hizo una recaudación de fondos para su programa para jóvenes sin hogar. Encontró la idea para el protagonista al ver a los inmigrantes del campo que se mudan a la gran ciudad solo para encontrarse en condiciones desfavorables de falta de vivienda, abuso de drogas y prostitución, y le pidió al guionista Jon Robin Baitz, a quien Emmerich contrató después de ver su obra de teatro Other Desert Cities, que hiciera un guion centrado en un personaje así, un hombre que después de ser descubierto y rechazado "tiene que encontrar una familia como el lugar más improbable en estos otros niños."
El 9 de abril de 2014, Irvine se unió al elenco de la película. El 3 de junio de 2014, Rhys Meyers, Perlman y King se unieron al elenco. La fotografía principal comenzó el 3 de junio de 2014 en Montreal. Emmerich inicialmente quería filmar en Nueva York; sin embargo, cambió el lugar después de encontrarlo demasiado caro.

## Estreno
El 25 de marzo de 2015, Roadside Attractions adquirió los derechos de distribución en América del Norte. En julio de 2015, Roadside fijó como fecha de estreno el 25 de septiembre de 2015.